# How to use SEXY
『How to use SEXY』（ハウ・トゥ・ユーズ・セクシー）は、後藤真希の4枚目のオリジナル・アルバム。

## 概要
2年7か月ぶりのオリジナル・アルバムはタイトルから番号を外した初作品。ハロプロ在籍時最後、またアップフロントワークスでの最後のアルバムとなった。DVD付初回限定盤と通常盤の2形態で発売。

## 収録内容
CD
全作詞・作曲：つんく
1. How to use Loneliness
編曲：田中直
2. GIVE ME LOVE
編曲：江上浩太郎
3. SOME BOYS! TOUCH
編曲：田中直
4. City Wind
編曲：田中直
5. ねえ 寂しくて
編曲：田中直
6. ガラスのパンプス
編曲：平田祥一郎
7. DAYBREAK
編曲：大久保薫
8. WOW 素敵!
編曲：AKIRA
9. シークレット
編曲：田中直
10. LIFE
編曲：鈴木Daichi秀行

DVD（【初回生産限定盤】のみ）
1. ガラスのパンプス（Mirror Ver）
2. SOME BOYS! TOUCH（Sexy Ver）
3. シークレット（Bathroom Ver）
4. メイキング映像

## 参加ミュージシャン
- 後藤真希 - コーラス(全曲)
- 田中直 - プログラミング(1,3〜5,9)
- 江上浩太郎 - プログラミング(2)
- 鎌田浩二 - ギター(3,6)、アコースティックギター(8)
- 平田祥一郎 - プログラミング(6)
- 大久保薫 - プログラミング(7)
- 伊丹雅博 - ギター(7)
- AKIRA - プログラミング(8)
- 鈴木Daichi秀行 - プログラミング(10)
- 丸山美里 - バイオリン(10)